# Бачинин, Алексей Афанасьевич
Алексей Афанасьевич Бачинин (6 октября 1915 года, с. Арамашка, Камышловский уезд, Пермская губерния, Российская империя — 4 января 1995 года, Реж, Свердловская область, Россия) — Герой Социалистического Труда, вздымщик леспромхоза треста «Свердхимлесзаг».

## Биография
Родился 6 октября 1915 года в селе Арамашка Камышловского уезда Пермской губернии (ныне — Режевской район Свердловской области).
Свою трудовую деятельность начал в 1935 году, перейдя вздымщиком в «Свердхимлес». В 1936 году ему было присвоено звание ударника. Занимался подсочкой деревьев, когда делают надрезы карры, но с таким расчетом, чтобы сильно не навредить дереву, но чтобы выделялось достаточно живицы (сгубит сосну можно и за 1-2 года).
На фронт был призван на второй день войны, 22 июня 1941 года. Служил в частях связи рядовым, был трижды ранен. При удерживании одного из плацдармов на берегу Днепра от его батальона осталось в живых четыре человека. Дошёл до Берлина, а день Победы встретил в Праге.
После войны вернулся в леспромхоз вздымщиком. Алексей Афанасьевич собрал за годы работы более 360 тонн живицы (с одной сосны собиралось около 10 граммов живицы). На своих участках он работал по 10−12 лет (при нормах на подсочку одного дерева в 3−5 лет), что тоже является рекордом. В 1948 году отказался от пенсии, положенной ему как инвалиду войны, отказался получать и благоустроенную квартиру. В 1980-х годах в леспромхозе объявлялось социалистическое соревнование подсочников на приз А. А. Бачинина. На ежегодных семинарах вздымщиков одним из преподавателей всегда назначался А. А. Бачинин. В 1971 году вышел на пенсию и в 1972 году получил военную инвалидность, так как в числе полученных на фронте увечий был повреждён позвоночник, что надолго приковывало его к постели.
Умер 4 января 1995 года и был похорон на Никольском кладбище города Реж. Личные документы героя вдова передала в Исторический музей города Режа.

## Память
29 апреля 2011 у здания Режевского леспромхоза (ул. Краснофлотцев, 5) была открыта мемориальная доска памяти А. А. Бачинина. Портрет нанесен на габбро вручную, а нижняя часть доски изготовлена их мрамора мастерами Экспериментального завода. Проект памятника сделал почетный гражданин города Реж, член Союза Архитекторов России Постоногов Е. И.

## Награды
За свои достижения был награждён:
- медаль «За освобождение Праги»;
- медаль «За взятие Берлина»;
- медаль «За победу над Германией в Великой Отечественной войне 1941—1945 гг.»;
- тридцать почетных грамот;
- трижды получал знак «Отличник соцсоревнования РСФСР»;
- пять раз получал звание «Победитель соцсоревнования РСФСР»;
- 17.09.1966 — звание Герой Социалистического Труда с золотой медалью Серп и Молот и орден Ленина.